# Wolford
Wolford AG est une entreprise autrichienne de textile et plus précisément de collant, lingerie, bodywear, petites pièces de prêt-à-porter et accessoires, dont le siège social est à Bregenz sur le lac de Constance en Autriche.
Fondée dans les années 1950,, Wolford possède de nos jours 16 filiales et distribue ses produits dans près de 60 pays, par le biais de plus de 270 points de vente (magasins propres ou gérés par des partenaires), environ 3 000 partenaires commerciaux et en ligne.
Cotée à la bourse de Vienne depuis 1995, la société autrichienne avec un effectif d'environ 1 570 employés a réalisé pendant l'exercice 2014/2015 (1er mai 2014 - 30 avril 2015) un chiffre d'affaires de 157,35 millions d'euros.

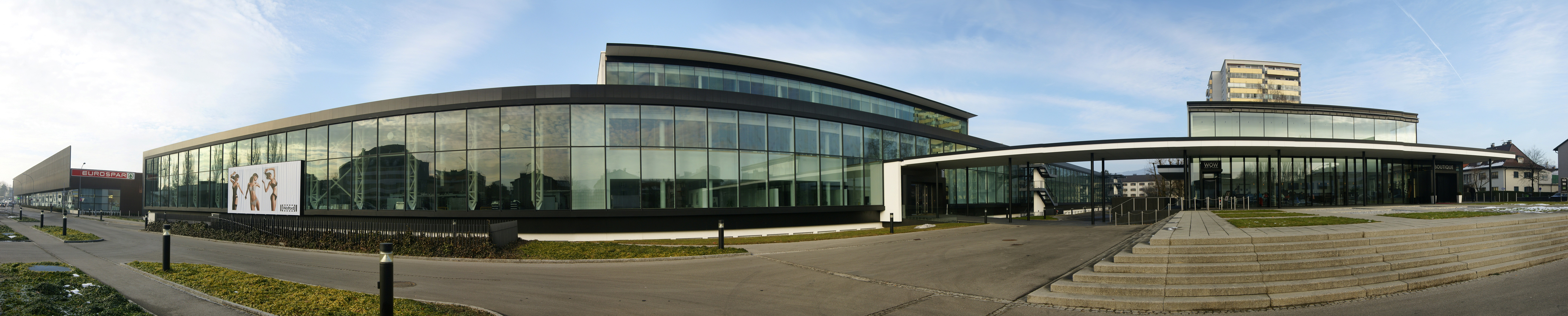
Siège social et boutique Wolford à Bregenz

## Historique
En 1949 à Bregenz, sur le lac
de Constance (Autriche), une ville de tradition textile, l'industriel Reinhold
Wolff, originaire du Vorarlberg (Autriche), et l'entrepreneur Walter Palmers
(*1903, †1983) de Vienne fondèrent une entreprise sous le nom de Wolff &
Co. KG. Celle-ci était spécialisée dans la fabrication de collants pour femme
en soie véritable et artificielle. Ils adaptèrent à leurs propres besoins des
machines à coton américaines d'occasion et furent les premiers à fabriquer des
collants en fibre de polyamide. L'année suivante, la marque Wolford fut déposée
officiellement. Le nom de la marque est un « mot-valise » composé du
nom du fondateur Reinhold Wolff et de la ville d'Oxford, qui avait vocation à
être utilisé dans le monde entier. L'expansion internationale débuta dans les
années 1970. En 1988, l'entreprise opéra un recentrage stratégique et
positionna ses produits sur le segment du luxe, orientation qui dure et se
développe jusqu'à ce jour. De plus, en avril 1988, la société fut transformée en
société anonyme. Le 14 février 1995, Wolford entra en bourse à Vienne et à
Paris avec l'action « Lady ». La société s'est imposée au fil des ans
essentiellement grâce à ses nouveaux produits sans couture, tels que les
collants et les bodys, ainsi qu'en collaborant avec des créateurs tels que Karl
Lagerfeld, Emilio Pucci, Zac Posen, Kenzo, Valentino ou Vivienne Westwood. Les
collaborations avec des photographes tels que Helmut Newton et Mario Testino
contribuèrent encore plus à la notoriété de la marque.

## Société
Le directoire de Wolford AG
se compose d'Axel Dreher (COO/CFO) et d'Ashish Sensarma (CEO). Le 31 juillet 2015, Thomas Melzer, qui était CFO depuis trois
ans, a quitté Wolford AG à sa propre demande. Ses responsabilités ont été
reprises par les membres du directoire, MM. Dreher et Sensarma. Le 7 septembre 2013, Theresa Jordis[Z1] , qui présidait le conseil de surveillance depuis de nombreuses
années, est décédée. Depuis septembre 2014, le conseil de surveillance est
présidé par Antonella Mei-Pochtler. Depuis novembre 2014, Grit Seymour est la
directrice créative de Wolford.

## Produits et fabrication
Wolford produit des collants
et bas pour femme et homme, des sous-vêtements pour femme, des vêtements pour
femme tels que les jupes, tops, chemisiers, pulls, etc., ainsi que des
accessoires. Tous les produits sont fabriqués en Europe (Autriche et Slovénie).
Depuis mars 2015, Wolford est partenaire de Bluesign Technologies, un
réseau mondial œuvrant à établir des processus de production plus durables et
plus de transparence dans la fabrication des textiles.